# Jan Kazimierz Siedlecki
Jan Kazimierz Siedlecki (ur. 14 grudnia 1829 w Warszawie, zm. 10 lutego 1902 w Krakowie) – polski prezbiter katolicki, misjonarz św. Wincentego a Paulo, autor Śpiewnika kościelnego, ukazującego się od 1870 roku do dziś.

## Życiorys
Urodził się i wychował w Warszawie. 23 lipca 1847 został przyjęty do seminarium internum (nowicjatu) Zgromadzenia Księży Misjonarzy w Warszawie. W latach 1849–52 odbył studia teologiczne, po czym 27 grudnia 1852 roku otrzymał sakrament święceń.
Następnie pracował jako dyrektor kleryków oraz wykładowca w misjonarskim seminarium w Warszawie (1852-57) oraz seminarium diecezjalnym we Włocławku (1857-59). W latach 1859–62 posługiwał jako kapelan sióstr we Lwowie. W 1862 roku zamieszkał w Krakowie. Pełnił funkcje: ekonoma i kapelana sióstr. W 1873 roku opuścił Zgromadzenie i wstąpił do diecezji krakowskiej. 
Następnie pełnił funkcje katechety, penitencjarza i redaktora Orędownika Niepokalanego Serca Maryi. Był autorem około 40 publikacji religijnych. Zmarł 10 lutego 1902 roku w Krakowie, jest pochowany na cmentarzu Rakowickim.

## Śpiewnik Siedleckiego
Zbiór ten po raz pierwszy został wydany w 1878 roku. Drugie wydanie śpiewnika z roku 1880 bardzo różniło się od pierwszego i miało kilkaset stron więcej.
Śpiewnik służył i służy wielu pokoleniom wiernych, sięgają do niego także twórcy – kompozytorzy, muzycy, wokaliści, pieśni z niego przekształcając w swoje własne kompozycje i kreacje. W twórczości kompozytora Henryka Mikołaja Góreckiego temat kanonu w pierwszej części Symfonii pieśni żałosnych op. 36 pochodzi w połowie z pieśni Oto Jezus umiera ze Śpiewnika..., cztery z pięciu Pieśni Maryjnych op. 54, dwadzieścia z dwudziestu jeden Pieśni kościelnych i Pod Twoją obronę op. 56 – wszystkie te utwory wykorzystują i melodie i teksty ze zbioru Siedleckiego.